# بيتر ماكفيرسون
بيتر ماكفيرسون (بالإنجليزية: Peter McPherson)‏ (18 يونيو 1984 بنيوكاسل في أستراليا - ) هو لاعب كرة قدم أسترالي في مركز الوسط. لعب مع لامبتون جافاس وليك ماكوياري أفسي ونادي سيدني أوليمبيك ونيوكاسل يونايتد جتس وMichigan State Spartans ‏ وWest Wallsend FC ‏.

## وصلات خارجية
- بيتر ماكفيرسون على موقع قاعدة بيانات كرة القدم.إي يو (الإنجليزية)